# Audi RS6
Audi RS6 je automobil iz gornje srednje klase njemačke marke Audi i proizvodio se od 2002. do 2004. godine pa će se opet proizvoditi od 2007. godine.

## Prva generacija (C5)
Prva generacija Audija RS6, model C5, se proizvodila od 2002. godine do 2004. godine.

### Motori
| Model    | Obujam cm³ | Broj ventila | Max. snaga kW (ka) pri min-1 | Max. broj okretaja Nm pri min-1 | 0-100 km/h | 0-200 km/h | Vmax     | Proizvodnja       |    |
| V8       | V8         | V8           | V8                           | V8                              | V8         | V8         | V8       | V8                | V8 |
| -------- | ---------- | ------------ | ---------------------------- | ------------------------------- | ---------- | ---------- | -------- | ----------------- | -- |
| RS6      | 4172       | 40           | 331 (450)/5700–6400          | 560/1950–5600                   | 4,7 s      | 17,8 s     | 250 km/h | 07/2002 – 09/2004 |    |
| RS6 plus | 4172       | 40           | 353 (480)/6000–6400          | 560/1950–6000                   | 4,6 s      | 17,3 s     | 280 km/h | 04/2004 – 09/2004 |    |

## Druga generacija (C6)
Druga generacija RS6 se proizvodi od 2007. godine. Avant se prodaje od travnja 2008. godine a limuzina od kolovoza 2008. godine. RS6 Avant je najjači karavan koji se uopće proizvodio te najjači karavan Audija. Početna cijena za limuzinu je kod 1.177.446 KN a za Avanta 1.206.216 KN (siječanj 2010.).

### Serijska oprema
- Sportska sjedala
- BOSE Surround Sound
- Keramičke kočnice
- Audi lane assist
- Aluminijski lijevani kotači
- Dynamic Ride Control
- quattro pogon
- tiptronic
- LED-dnevna svjetla

### Motori
| Model      | Obujam cm³ | Broj ventila | Max. snaga kW (ka) pri min-1 | Max. broj okretaja Nm pri min-1 | 0-100 km/h | 0-200 km/h | Vmax     | Proizvodnja |     |
| V10        | V10        | V10          | V10                          | V10                             | V10        | V10        | V10      | V10         | V10 |
| ---------- | ---------- | ------------ | ---------------------------- | ------------------------------- | ---------- | ---------- | -------- | ----------- | --- |
| RS6 (TFSI) | 4991       | 40           | 426 (580) / 6250–6700        | 650 / 1500–6250                 | 4,5 s      | 14,9 s     | 250 km/h | od 2008.    |     |